# نيلز بور

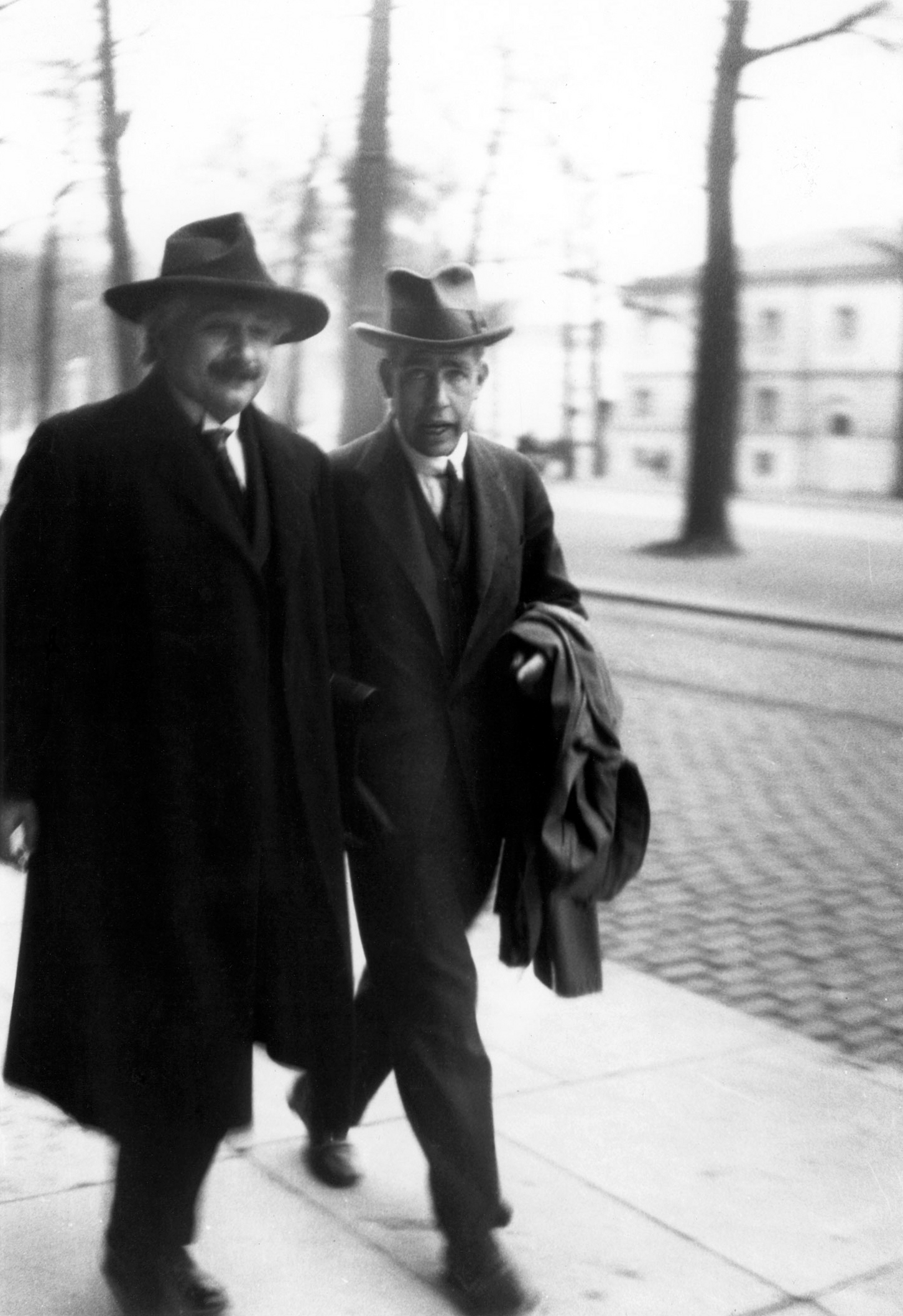
آينشتاين إلى جانب نيلس بور

نيلز هنريك دافيد بور (بالدانماركية: Niels Henrik David Bohr) (ويُكتَب أحيانا ≪بوهر≫ ونُطقَها بالدانماركيّة ≪بوا≫) (7 أكتوبر 1885 - 18 نوفمبر 1962) فيزيائي دانماركي كان مسيحيًا ، ولد في كوبنهاغن أسهم بشكل بارز في صياغة نماذج لفهم البنية الذرية إضافة إلى ميكانيكا الكم وخصوصا تفسيره الذي ينادي بقبول الطبيعة الاحتمالية التي يطرحها ميكانيكا الكم، يعرف هذا التفسير بتفسير كوبنهاغن. سُمِّيَ على اسمه معهد نيلس بور بكوبنهاغن.
كان رئيس لجنة الطاقة الذرية الدنماركية ورئيس معهد كوبنهاغن للعلوم الطبيعية النظرية، حصل على الدكتوراة في الفيزياء عام 1911، ثم سافر إلى كمبريدج حيث أكمل دراسته تحت إشراف العالم طومسون الذي اكتشف الإلكترون، وبعدها انتقل إلى مانشستر ليدرس على يد العالم إرنست رذرفورد مكتشف نواة الذرة، وسرعان ما اهتدى بور إلى نظريته عن بناء الذرة. ففي 1913 نشر بور بحثًا تحت عنوان: عن تكوين الذرة والجسيمات في المجلة الفلسفية، ويعتبر هذا البحث من العلامات في علم الفيزياء. تزوج بور عام 1912 وكان له خمسة أولاد.

## حياته
وُلِد نيلز هنريك ديفيد بور في كوبنهاجن، الدنمارك في 7 أكتوبر 1885، وهو الثاني من بين ثلاثة أطفال لكريستيان بور  أستاذ علم وظائف الأعضاء في جامعة كوبنهاجن، وزوجته إلين أدلر التي جاءت من عائلة يهودية ثرية. كان لديه أخت أكبر منه جيني، وأخ أصغر منه هارالد. أصبحت جيني معلمة، بينما أصبح هارالد عالم رياضيات ولاعب كرة قدم لعب للمنتخب الوطني الدنماركي في دورة الألعاب الأولمبية الصيفية عام 1908 في لندن. كان نيلز لاعب كرة قدم شغوفًا أيضًا ولعب الشقيقان عدة مباريات لصالح نادي أكاديميسك بولدكلوب الذي مقره في كوبنهاجن، وكان نيلز حارسًا.
تلقى بور تعليمه في مدرسة جاميلهولم بدءًا من سن السابعة. في عام 1903، التحق بور بدراسته الجامعية في جامعة كوبنهاجن. كان تخصصه الرئيسي هو الفيزياء، والتي درسها تحت إشراف البروفيسور كريستيان كريستيانسن، أستاذ الفيزياء الوحيد في الجامعة في ذلك الوقت. درس أيضًا علم الفلك والرياضيات تحت إشراف البروفيسور ثورفالد ثيل والفلسفة تحت إشراف البروفيسور هارالد هوفدينج وهو صديق والده.
في عام 1905، أقيمت مسابقة الميدالية الذهبية برعاية الأكاديمية الملكية الدنماركية للعلوم والآداب للتحقيق في طريقة قياس التوتر السطحي للسوائل التي اقترحها اللورد رايلي في عام 1879. يتضمن ذلك قياس تردد تذبذب نصف قطر نفاثة مائية. أجرى بور سلسلة من التجارب باستخدام مختبر والده في الجامعة، ولم تكن الجامعة نفسها تمتلك مختبرًا للفيزياء. لكي يتمكن من إكمال تجاربه، كان عليه أن يصنع بنفسه أدواته الزجاجية، وذلك بإنشاء أنابيب اختبار ذات المقاطع العرضية المطلوبة. لقد ذهب إلى أبعد من المهمة الأساسية، حيث قام بدمج التحسينات في كل من نظرية رايلي وطريقته، من خلال الأخذ بعين الاعتبار لزوجة الماء.

## تطبيقات النظرية
أدت هذه النظرية إلى إلغاء جميع النظريات التي سبقتها، مما جعل ألبرت أينشتين يبدي إعجابه بها واصفًا إياها بالتحفة الرياضية، ومن خلال هذه النظرية استطاع بور أن يصور ذرة الهيدروجين، فمن المعروف وقتها أن غاز الهيدروجين إذا ارتفعت درجة حرارته فإنه يضيء وهذا الضوء لا يشمل كل الألوان بل يتكون من لون له ذبذبات خاصة ومحددة. وبمنتهى الدقة استطاع بور ان يحدد طول الموجات لكل الألوان التي يطلقها غاز الهيدروجين، كما استطاع أن يفسر حجم الذرات لأول مرة. واكتشف أن في أثقل الذرات المعروفة يوجد سبع مستويات.

### صعوبات
واجه نموذج بور عدد من الصعوبات وهي:
1. اقتصاره على تفسير طيف خطى لذرة الهيدروجين أبسط نظام ذري ولم يستطع تفسير طيف الهيليوم.
2. افترض بمعادلاته أن الإلكترون جسيم مادي سالب الشحنة، ولكن تم الاكتشاف فيما بعد أن له خواص موجية.
3. افترض أنه يمكن تحديد موضع وسرعة الإلكترون في آن واحد وهو ما أثبت فيرنر هايزنبرج فيما بعد استحالته علمياً.

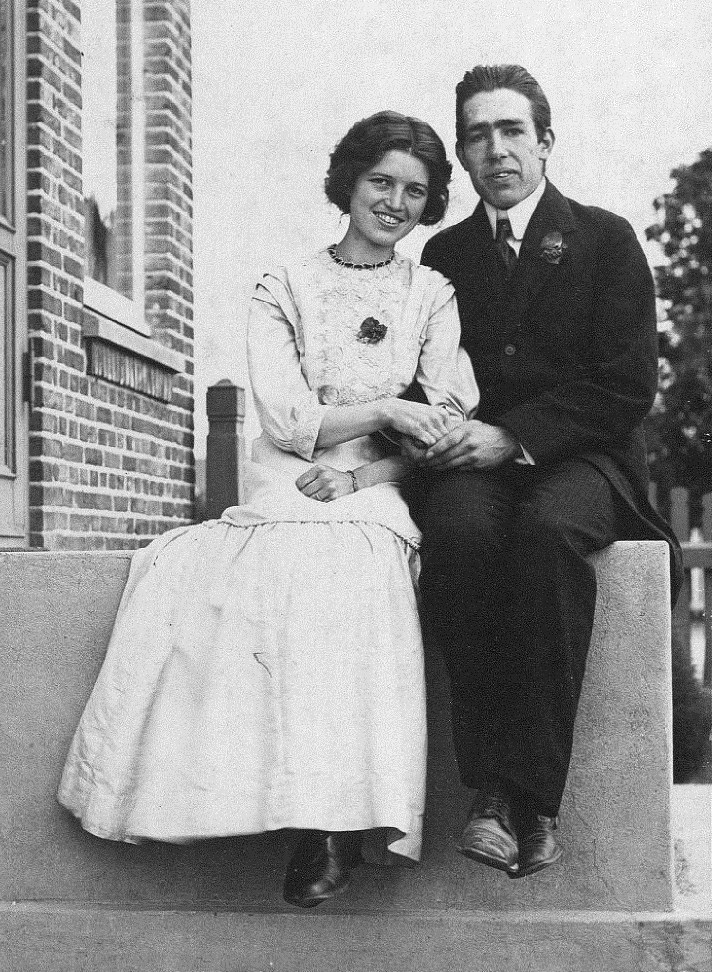
بور ومارجريت نورلوند بمناسبة خطوبتهما عام 1910.

هذه المشاكل واجهت النظرية لكونها اقتصرت على تفسير ذرة الهيدروجين ولم تساعد العلماء على تفسير حركة الإلكترون في ذرات أثقل وزنا، ولم يستطع بور أن يجد حلاً، في عام 1925 اكتشف العالم الألماني فيرنر هايزنبرج وآخرون (لويس دي بروي وشرودنجر)الحل في النظرية الذرية الحديثة، مع العلم أن هؤلاء العلماء درسوا في كوبنهاغن وتناقشوا كثيرًا مع بور الذي شجعهم على المُضّي أكثر في أبحاثهم. وله محاورات في فلسفة الفيزياء مع آينشتاين وشرودنجر وهايزنبيرج.

## جائزة نوبل
عام 1920 افتتح معهد الفيزياء النظرية في كوبنهاغن وعُيِّن بور مديرًا له فانضم له عدد من العلماء وأصبح مركزًا للأبحاث الجديدة في الفيزياء. تقدم بور بنظريته المعروفة حول التركيب الذري وتم قبول هذه النظرية من العلماء والتي استحق عليها جائزة نوبل في الفيزياء عام 1922.

## بور والقنبلة الذرية
استمر بور في دراسة تركيب نواة الذرة، في عام 1930 كان أول من اكتشف أن النظائر المشعة التي ظهرت في فلق النواة هي اليورانيوم 235، مما كان لهذا الاكتشاف أثره الهام بعد ذلك. عندما احتل الألمان الدنمارك في عام 1940 واجه الكثير من الصعوبات حيث أنه كان معاد للنازية كما أن أمه كانت يهودية فاضطر للهرب عام 1943 إلى السويد، وساعد عددًا كبيرًا من اليهود على الهرب ثم سافر إلى إنجلترا ومنها إلى أمريكا وهناك ساعد في إنتاج القنبلة الذرية.
عند انتهاء الحرب عاد إلى كوبنهاغن ورأس معهد الفيزياء النظرية، وحاول جاهدًا أن يسيطر على استخدام الطاقة النووية دون أن ينجح، حتى توفي 1962. استطاع أحد أولاده آجى بور أن يحصل على نوبل في الفيزياء عام 1975. سيبقى بور من أعظم العلماء رغم أن نظريته قد تجاوزتها الفيزياء الحديثة ولكن جانبا منها ما زال صحيحًا حتى اليوم، كما أنها ساعدت على تطور الكثير من النظريات الأخرى.
وضعه مايكل هارت في كتاب الخالدون المئة في المرتبة المئة.